# Аграфия
Агра́фия (от др.-греч. ἀ- — приставка со значением отсутствия и γράφω — пишу) — потеря способности писать при сохранности интеллекта и без расстройства координации движений верхних конечностей; возникает при поражении задних отделов средней лобной извилины в левом полушарии у правшей.
Может проявляться в полной утрате способности к письму, в грубом искажении написания слов, пропусках, неспособности соединять буквы и слоги. Афатическая аграфия возникает при афазии, когда поражена левая височная кора, и обусловлена дефектами фонематического слуха и слухоречевой памяти. Апрактическая аграфия возникает при идеаторной афазии, конструктивная — при конструктивной афазии. Выделяется также чистая аграфия, не связанная с другими синдромами и обусловленная поражением задних отделов второй лобной извилины доминантного полушария.